# Desmatosuchus

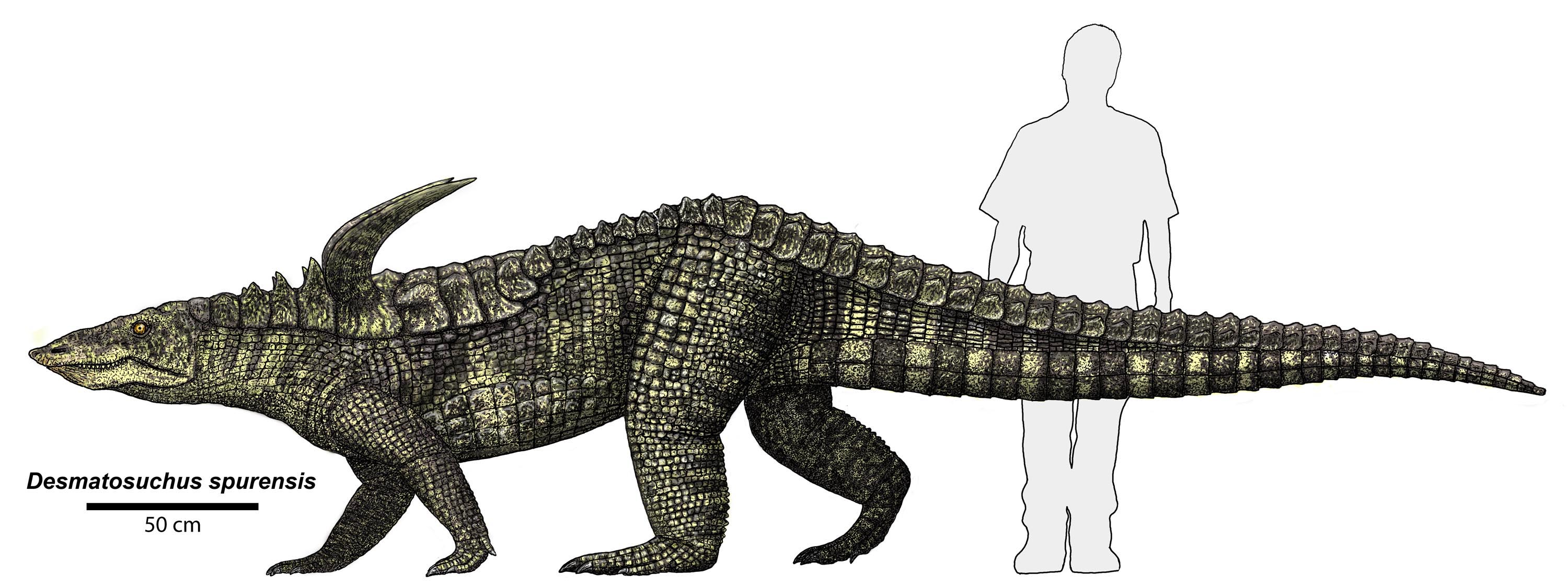
Confronto tra Desmatosuchus spurensis e uomo

Il Desmatosuchus ("coccodrillo collegato") era un rettile arcosauro estinto appartenente all'ordine degli aetosauri, a sua volta clade dei crurotarsi. Era tra questi uno dei più grossi, lungo 3-5 metri e viveva in Nord America durante il Triassico. Come tutti i coccodrilli quando camminava gli arti sporgevano fuori dalla proiezione del corpo sul terreno, al contrario dei primi dinosauri che vivevano in quella stessa epoca, come il Coelophysis.

## Descrizione

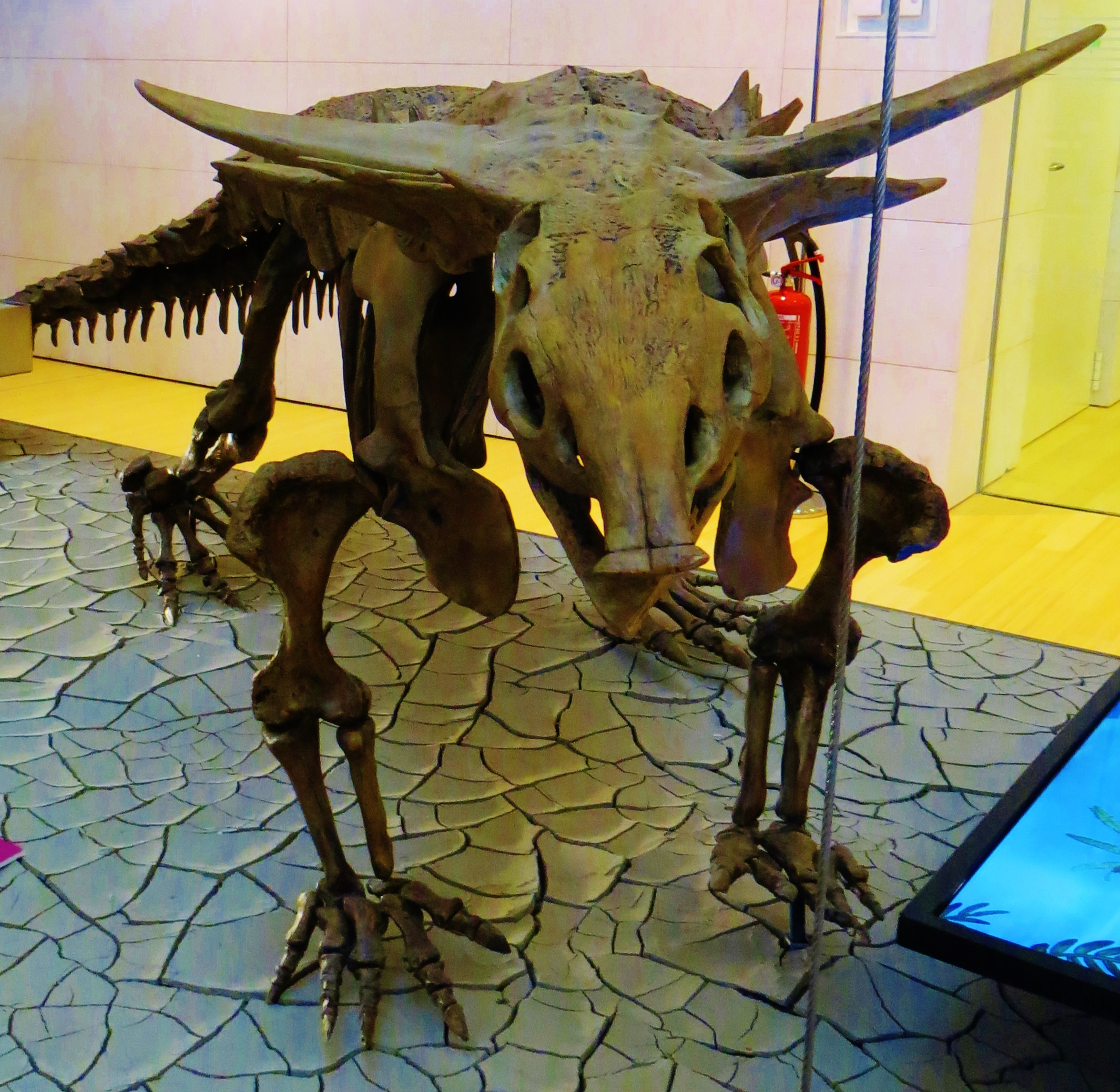
Vista frontale dello scheletro.

Sebbene fosse un docile erbivoro che si nutriva esclusivamente di piante, pochi predatori potevano attaccare questo aetosauro: come infatti molti membri del suo ordine, era corazzato sul dorso e sul ventre. La cosa però che lo distingueva da tutti erano due lunghi spuntoni che crescevano dalle spalle lunghi fino a 45 cm. Servivano per scoraggiare i carnivori più feroci, quali Rutiodon e  Postosuchus.

## Intelligenza
Hopson (1977, 1979) usò endocasti di coccodrilli recenti e dell'aetosauride Desmatosuchus, originariamente descritto da Case (1921), per predire l'anatomia ancestrale del cervello degli arcosauri. L'endocasto di Desmatosuchus è stretto e allungato con prominenti flessure cefaliche e pontine. I suoi grandi bulbi olfattivi suggeriscono che l'animale aveva un senso dell'olfatto molto sviluppato, come molti rettili odierni. I piccoli emisferi cerebrali mancano dell'anatomia superficiale, indicando un riempimento della scatola cranica incompleto, suggerendo un'intelligenza modesta. Non c'è indicazione del mesencefalo. Gli alligatori moderni hanno un E.Q leggermente sotto l'1.0, ed è ragionevole assumere che lo stesso valesse per Desmatosuchus.